# Galeropsis plantaginiformis
Galeropsis plantaginiformis är en svampart som först beskrevs av Lebedeva, och fick sitt nu gällande namn av Rolf Singer 1937. Galeropsis plantaginiformis ingår i släktet Galeropsis och familjen Bolbitiaceae.   Inga underarter finns listade i Catalogue of Life.